# Born Sinner
Born Sinner je druhé studiové album amerického rappera a hudebního producenta J. Colea. Album bylo nahráno u Roc Nation se záštitou Columbia Records a zahraniční distribucí u Sony Music Entertainment.

## O albu
Na svém druhém albu začal rapper a hudební producent J. Cole pracovat týden po vydání svého debutu, tvořil ho tedy od října 2011. Původně ho chtěl vydat již v červnu 2012, což nakonec nebylo splněno. Roku 2012 v průběhu nahrávání zveřejnil písně "Grew up Fast", "Visionz of Home" a "The Cure". V listopadu 2012 oznámil název svého druhého alba - Born Sinner - a plánované datum vydání 28. leden 2013, ani tento termín nebyl dodržen. Nakonec bylo datum vydání stanoveno na 25. června 2013, ale brzy poté bylo změněno na 18. června, na stejný den, kdy byla vydána hip-hopová alba Kanye West - Yeezus a Mac Miller - Watching Movies With The Sound Off.
Na albu nehostuje žádný umělec na slokách, ale pouze v refrénech (Miguel, Kendrick Lamar, 50 Cent). Většinu hudební produkce vytvořil sám J. Cole, mimo něj se na produkci podíleli Syience, Christian Rich, DJ Dummy, Elite, Irvin Washington, Jake One, Ken Lewis, Nate Jones a Ron Gilmore.

### Singly
Prvním singlem byla zvolena píseň "Power Trip" (ft. Miguel), ta se vyšplhala na 19. příčku v Billboard Hot 100, v USA byla také oceněna certifikací platinový singl za milion prodaných kusů.
Druhým singlem se stala píseň "Crooked Smile" (ft. TLC), ta se umístila na 27. příčce.
Třetí singů "Forbidden Fruit" (ft. Kendrick Lamar) v americké hitparádě neuspěl, umístil se jen v žánrovém žebříčku Billboard Hot R&B/Hip-Hop Songs, a to na 46. příčce.
Čtvrtý singl "She Knows" ft. Amber Coffman se umístil na 90. příčce.

## Po vydání
V první týden prodeje v USA se prodalo 297 000 kusů, čím se album umístilo na druhé příčce žebříčku Billboard 200, o 30 000 prodaných kusů za albem Yeezus. V druhý týden se v USA prodalo dalších 84 000 kusů, čím sice překonalo album Yeezus, ale zůstalo na druhé příčce po debutu alba The Gifted od rappera Wale. Ve třetím týdnu se v USA prodalo 58 000 kusů a album Born Sinner se konečně dočkalo první příčky v žebříčku prodejnosti alb. Na konci července 2013 v USA překonalo hranici 500 000 prodaných kusů, a tím bylo oceněno certifikací zlatá deska. Celkem se v USA prodalo 747 000 kusů alba. V únoru 2016 RIAA změnila pravidla udělování certifikací a nově do celkového prodeje započítávala i audio a video streamy. Díky tomu album získalo certifikaci platinová deska.

## Seznam skladeb
| Pořadí         | Název                                | Hudba                                      | Délka |
| -------------- | ------------------------------------ | ------------------------------------------ | ----- |
| 1.             | Villuminati                          | J. Cole                                    | 5:08  |
| 2.             | Kerney Sermon (Skit)                 |                                            | 0:46  |
| 3.             | LAnd of the Snakes                   | J. Cole, Ron Gilmore (add.)                | 4:15  |
| 4.             | Power Trip (ft. Miguel)              | J. Cole                                    | 4:01  |
| 5.             | Mo Money (Interlude)                 | Jake One                                   | 1:18  |
| 6.             | Trouble                              | J. Cole, Ken Lewis (add.)                  | 4:18  |
| 7.             | Runaway                              | J. Cole, Elite (add.), Ron Gilmore (add.)  | 5:15  |
| 8.             | She Knows (ft. Amber Coffman)        | J. Cole, DJ Dummy (add.), Ken Lewis (add.) | 4:57  |
| 9.             | Rich Niggaz                          | J. Cole                                    | 4:36  |
| 10.            | Where’s Jermaine (Skit)              | J. Cole                                    | 0:37  |
| 11.            | Forbidden Fruit (ft. Kendrick Lamar) | J. Cole, Ron Gilmore (add.)                | 4:29  |
| 12.            | Chaining Day                         | J. Cole, Ron Gilmore (add.)                | 4:45  |
| 13.            | Ain’t That Some Shit (Interlude)     | Syience                                    | 2:27  |
| 14.            | Crooked Smile (ft. TLC)              | J. Cole, Elite (co.)                       | 4:39  |
| 15.            | Let Nas Down                         | J. Cole, Nate Jones (add.)                 | 4:37  |
| 16.            | Born Sinner (ft. James Fauntleroy)   | J. Cole, Elite (co.)                       | 3:29  |
| Celková délka: | Celková délka:                       | Celková délka:                             | 59:47 |

| Deluxe Edition (Truly Yours 3) | Deluxe Edition (Truly Yours 3)     | Deluxe Edition (Truly Yours 3)   | Deluxe Edition (Truly Yours 3) |
| Pořadí                         | Název                              | Hudba                            | Délka                          |
| ------------------------------ | ---------------------------------- | -------------------------------- | ------------------------------ |
| 17.                            | Miss America                       | J. Cole                          | 3:46                           |
| 18.                            | New York Times (ft. 50 Cent a Bas) | J. Cole, Ron Gilmore (add.)      | 4:32                           |
| 19.                            | Is She Gon Pop                     | J. Cole, Irvin Washington (add.) | 2:45                           |
| 20.                            | Niggaz Know                        | J. Cole                          | 3:37                           |
| 21.                            | Sparks Will Fly (ft. Jhené Aiko)   | Christian Rich                   | 4:12                           |
| Celková délka:                 | Celková délka:                     | Celková délka:                   | 78:39                          |

### Samply
- "Villumanati" obsahuje části písní "Juicy" od The Notorious B.I.G. a "I Wish (To The Homies We Lost)" od R. Kelly.
- "LAnd of the Snakes" obsahuje části písně "Da Art of Storytellin' (Pt. 1)" od OutKast.
- "Power Trip" obsahuje části písně "No More" od Hubert Laws.
- "Runaway" obsahuje části vystoupení Mike Epps - "Under Rated & Never Faded".
- "She Knows" obsahuje části písně "Bad Things" od Cults.
- "Rich Niggaz" obsahuje části písně "Into Everything" od Télépopmusik.
- "Forbidden Fruit" obsahuje části písně "Mystic Brew" od Ronnie Foster.
- "Chaining Day" obsahuje části písně "Sho' Nuff" od Sly, Slick and Wicked.
- "Crooked Smile" obsahuje části písně "No One Gonna Love You" od Jennifer Hudson.
- "Let Nas Down" obsahuje části písní "Gentleman" od Fela Kuti a "Nas Is Like" od Nas.
- "Miss America" obsahuje části písně "Flightline" od Rue Royale.
- "Is She Gon Pop" obsahuje části písně "Chocolate Girl" od The Whispers.
- "Niggaz Know" obsahuje části písní "So Tired" od The Chambers Brothers a "Notorious Thugs" od The Notorious B.I.G..

## Mezinárodní žebříčky
| Země                     | Umístění |
| ------------------------ | -------- |
| Austrálie                | 14       |
| Kanada                   | 2        |
| Nizozemsko               | 65       |
| Nový Zéland              | 11       |
| Švýcarsko                | 27       |
| UK Albums Chart          | 7        |
| US Billboard 200         | 1        |
| US Billboard R&B/Hip-Hop | 1        |
| US Billboard Rap         | 1        |